# Sergio Jara Román
Sergio Enrique Jara Román (Conchalí, Santiago, Chile; 31 de marzo de 1981) es un periodista y académico chileno, egresado de la Universidad de Playa Ancha, dedicado al periodismo económico y al periodismo de investigación.

## Biografía y estudios
Nació en la comuna de Conchalí, en una familia de cinco hermanos, incluyendo a la ex ministra y candidata presidencial Jeanette Jara.
En 2001 ingresó a estudiar periodismo en la Universidad de Playa Ancha (UPLA), de la cual egresó en 2005. Sus primeros trabajos periodísticos fueron en Terra Networks, donde se especializó en economía y negocios durante 5 años. Posteriormente, en 2010 se convirtió en Editor de Tecnología en AméricaEconomía, donde estuvo 2 años trabajando. En 2012 comenzó a trabajar en El Mercurio, desempeñándose como editor periodístico de El Mercurio Inversiones. En 2014 llegó a La Tercera, donde ocupó el rol de Subeditor de Negocios hasta 2016.
En 2015 ingresó a la Universidad de Chile para estudiar un diplomado en periodismo de investigación. En 2017 realizó un diplomado en Escritura Narrativa de no Ficción impartido por la Universidad Alberto Hurtado. 
Ha sido académico de periodismo económico y de investigación en la Universidad de Chile, Universidad del Desarrollo y Universidad Alberto Hurtado.

## Trabajo periodístico
En 2016 escribió el reportaje “Los negocios que Piñera hizo en el mar peruano durante el juicio de La Haya", por el cual recibió en 2017 el Premio Periodismo de Excelencia que otorga la Universidad Alberto Hurtado. Ese mismo año creó la unidad de investigación de Radio Bío-Bío, del cual fue editor hasta fines del 2018, año en el que fue despedido junto al periodista Juan Pablo Figueroa. También ha escrito para medios como The Clinic, revista Cáñamo, El Siglo, El Ciudadano y Ciper.
El 2018 publicó el libro Piñera y los leones de Sanhattan, en la cual relata la conformación de la élite económica chilena, surgida al alero de las reformas neoliberales impulsadas a principios de los años 80, durante la dictadura militar. Una de las figuras retratadas en este libro es el expresidente Sebastián Piñera, motivo por el cual el libro lleva su nombre.
A principios de 2019 se consolidó como director de Prensa del medio digital El Desconcierto siendo parte del programa Punto de Encuentro junto a Mirna Schindler y también tiene un bloque llamado Pauta Stock en el programa Stock Disponible, conducido por el periodista Freddy Stock y trasmitido por el canal Vía X. En 2021 la Universidad de Playa Ancha le otorgó la distinción "Egresado con Sello UPLA 2020", en reconocimiento a su trayectoria periodística.
A principios de 2021 publicó junto a otros autores el libro Joyitas, los protagonistas de los mayores escándalos de corrupción en Chile. En esta obra participaron como autores Paulina Toro, Tammy Palma, Gabriela García, Benjamín Miranda, Alberto Arellano y Claudio Pizarro. El editor del libro fue el periodista Juan Cristóbal Peña. Para el libro, Jara entrevistó al empresario chileno Julio Ponce Lerou, con el fin de realizarle un perfil debido a ser uno de los principales involucrado en el escándalo financiero de Caso Cascadas.
Luego de que se diera a conocer el caso de los Pandora Papers, en el cual esta involucrado el presidente Sebastián Piñera, Jara fue entrevistado en distintos programas para complementar los antecedentes de su caso en particular. Además, fue citado a dar antecedentes ante la comisión revisora de la acusación constitucional contra el presidente Sebastián Piñera.

## Reconocimientos
- Premio Periodismo de Excelencia al mejor reportaje - UAH (2017).
- Egresado con el Sello UPLA 2020.

## Obras
- Jara, Sergio (2018). Piñera y los leones de Sanhattan. Planeta. p. 228. ISBN 9789569963759.
- Jara, Sergio (2021).  Peña, Juan Cristóbal, ed. Joyitas. Los protagonistas de los mayores escándalos de corrupción en Chile. Hueders. p. 252. ISBN 9789563652215.
- Jara, Sergio; Figueroa, Juan Pablo (2022). Piñera Offshore. Planeta. p. 152. ISBN 9789564081588.